# Área de Conservação da Paisagem de Kõrvemaa
A Área de Conservação da Paisagem de Kõrvemaa é um parque natural situado no condado de Lääne-Viru, na Estónia.
A sua área é de 20653 hectares.
A área protegida foi designada em 1959 para proteger as paisagens e a biodiversidade de Aegviidu e os seus arredores.